# Ismael Tajouri
Ismael Tajouri-Shradi (Bern, 28 maart 1994) is een Libisch voetballer die bij voorkeur als vleugelspeler speelt. Hij verruilde Austria Wien in januari 2018 voor New York City FC. Tajouri debuteerde in 2018 in het Libisch voetbalelftal.

## Clubcarrière
Tajouri werd geboren in het Zwitserse Bern als zoon van Libische ouders. Hij speelde in de jeugd voor onder meer Austria Wien. Tijdens het seizoen 2013/14 werd hij uitgeleend aan SC Rheindorf Altach, waar hij vier doelpunten maakte in vijftien wedstrijden in de Erste Liga. Het seizoen erop werd de vleugelspeler opnieuw verhuurd aan SC Rheindorf Altach, ditmaal actief in de Bundesliga. Hij maakte vier doelpunten in achtentwintig competitieduels. In 2016 keerde hij terug naar Austria Wien. Op 24 juli 2016 maakte Tajouri bij zijn competitiedebuut voor Austria Wien meteen zijn eerste treffer tegen Sankt Pölten. In januari 2018 maakte Tajouri de overstap naar New York City FC in de Amerikaanse competitie.